# Senescência negligível

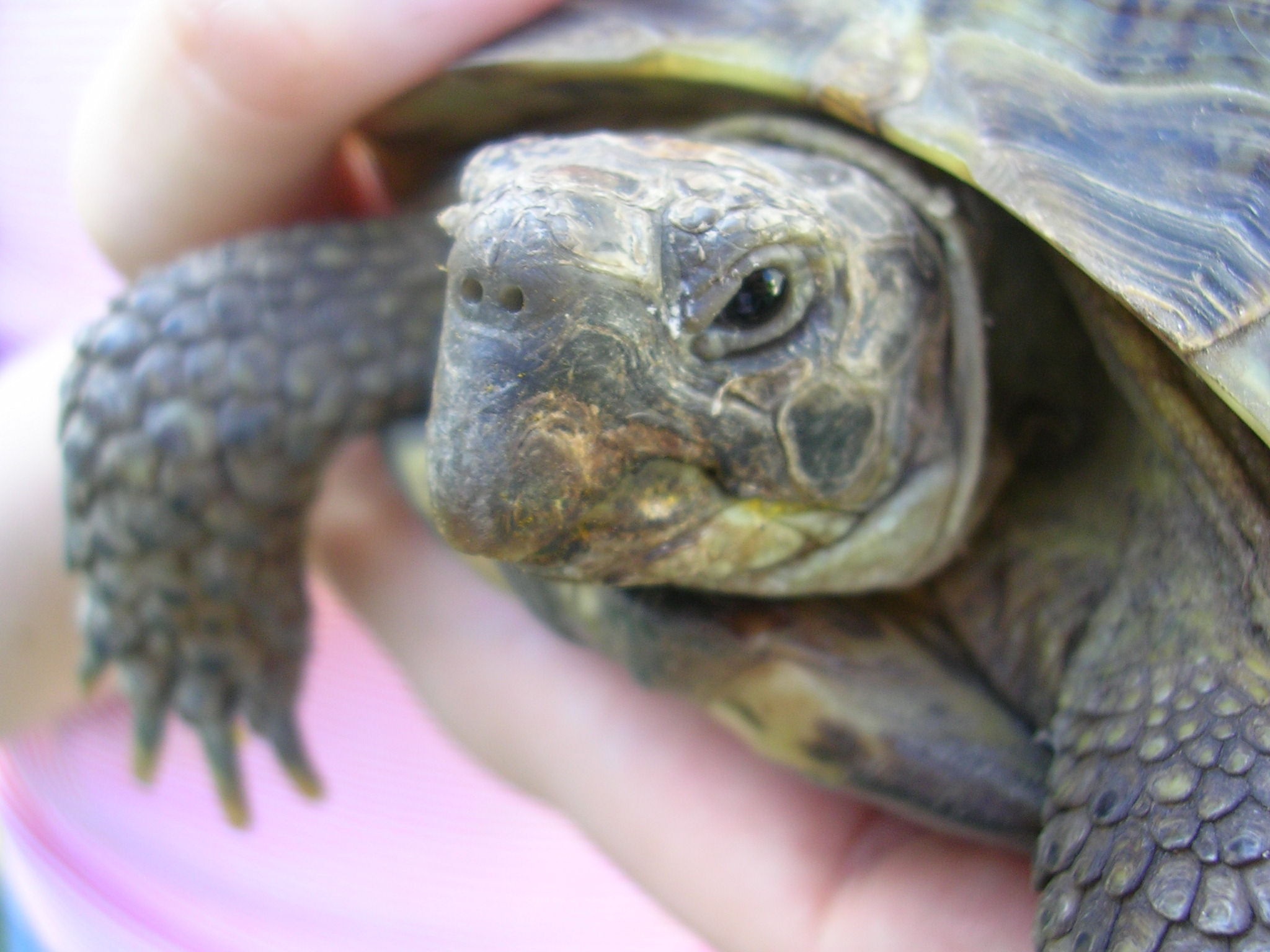
Algumas tartarugas apresentam senescência negligível

Senescência negligível é um termo cunhado pelo biogerontologista Caleb Finch para denotar organismos que não apresentam evidências de envelhecimento biológico (senescência), como reduções mensuráveis em sua capacidade reprodutiva, declínio funcional mensurável ou aumento das taxas de mortalidade com a idade. Existem espécies nas quais os cientistas não observaram nenhum aumento na mortalidade após a maturidade. As tartarugas, por exemplo, aparentemente não tinham senescência, mas observações mais extensas encontraram evidências de diminuição da aptidão com a idade.
O estudo de senescência negligível animal pode fornecer pistas que levam a uma melhor compreensão do processo de envelhecimento e influenciar as teorias do envelhecimento.
Existem organismos que exibiram senescência negativa, em que a mortalidade diminui cronologicamente à medida que o organismo envelhece, durante todo ou parte do ciclo de vida, em desacordo com a lei de mortalidade de Gompertz-Makeham. Além disso, há espécies que regrediram a um estado larval e voltaram a crescer em adultos várias vezes, como o Turritopsis dohrnii.
Estudos indicaram uma conexão entre fenômenos relacionados à senescência negligível e a estabilidade geral do genoma de um organismo ao longo de sua vida.

## Em vertebrados
Alguns peixes, como algumas variedades de esturjão, e algumas tartarugas são considerados senescentes negligíveis, embora pesquisas recentes com tartarugas tenham descoberto evidências de senescência.
Em 2018, os ratos-toupeiras pelados foram identificados como os primeiros mamíferos a desafiar a lei de mortalidade de Gompertz-Makeham e atingir a senescência negligível. Especulou-se, entretanto, que isso pode ser simplesmente um efeito de "alongamento do tempo", principalmente devido ao seu metabolismo muito lento (e de sangue frio e hipóxico).

## Em plantas
Nas plantas, os álamos são um exemplo de imortalidade biológica. Cada árvore individual pode viver por 40-150 anos acima do solo, mas o sistema de raízes da colônia clonal é de longa duração. Em alguns casos, isso ocorre por milhares de anos, gerando novos troncos à medida que os troncos mais antigos morrem acima do solo. Estima-se que uma dessas colônias em Utah, que recebeu o apelido de "Pando", tenha 80 mil anos, o que a torna possivelmente a mais antiga colônia viva de álamos.
O organismo não clonal vivo mais antigo conhecido do mundo era a árvore Matusalém da espécie Pinus longaeva, o pinheiro bravo, no alto das Montanhas Brancas do condado de Inyo, no leste da Califórnia. Tinha quase cinco mil anos. Este recorde foi substituído em 2012 por outro pinheiro bravo da Grande Bacia localizado na mesma região que Matusalém, e foi estimado em 5062 anos. A árvore foi documentada por Edmund Schulman e datada por Tom Harlan.

## Em bactérias
Entre as bactérias, os organismos individuais são vulneráveis e podem morrer facilmente, mas no nível da colônia as bactérias podem viver indefinidamente.

## Vida máxima
Alguns exemplos de expectativa de vida máxima observada em animais considerados senescentes negligíveis são:
| Sebastes aleutianus          | 205 anos                            |
| Tartaruga gigante Aldabra    | 255 anos                            |
| Lagostas                     | 100+ anos (presumido)               |
| Hidras                       | Consideradas biologicamente imortal |
| Anêmonas do mar              | 60-80 anos (geralmente)             |
| Mexilhão pérola de água doce | 210-250 anos                        |
| Marisco oceânico quahog      | 507 anos                            |
| Tubarão da Groenlândia       | 400 anos                            |